# 위벨 블라트
위벨 블라트(ユーベルブラット, Übel Blatt, "Evil Blade")는 시오노 에토로지가 쓰고 그림을 그린 일본 만화 시리즈이다. 2004년 12월부터 2009년까지 반월 간행 만화 잡지 영 간간에서 연재되었으며, 월간 빅 간간으로 옮겨져 2019년 3월까지 계속되었다. 170개의 챕터가 스퀘어 에닉스에 의해 단행본 24권으로 수집되었다. 위벨 블라트의 이야기는 중세의 환상적인 풍경을 배경으로 한다. 왼쪽 눈 위의 흉터로 가장 구별되는 단순한 반 인간 아이에 지나지 않는 것처럼 보이는 코이젤의 단계를 따른다. 그는 자신을 배신하고 죽인 사람들, 그리고 이제 스스로를 이 땅의 일곱 영웅이라 칭하는 자들에게 복수하기 위해 노력하고 있다.
"위벨 블라트 외전"이라는 제목의 외전이 2011년 8월 영 간간 빅에 게재되었다. 옌 프레스는 2014년 10월 북미에서 위벨 블라트를 출시하기 시작했다. 이 시리즈는 프랑스어로도 번역되어 국내 베스트셀러 만화 목록에 올랐다.
위벨 블라트 II라는 속편 만화가 2024년 2월부터 월간 빅 간간에서 연재를 시작했다.
TV 애니메이션 시리즈의 각색이 발표되었다.